# Skive
Skive är en tätort och stad som utgör centralort i Skive kommun i Region Mittjylland i västra Danmark. Tätorten ligger vid halvön Salling, nära Karup Ås utflöde i Limfjorden och hade 20 683 invånare 2017. Namnet kommer av det gammelnordiska skifa som i detta sammanhang innebär "inhägnad med palissader" i betydelsen "försvarsverk".
Skive ligger längs järnvägen mellan Viborg och Struer. Den hyser ett regemente med Danmarks största kasern och är dessutom känd för herrgården Krabbesholm som ligger vid industrihamnen i stadens östra del. De flesta husen i stadskärnan är uppförda 1880-1914 och attraherar tillsammans med sin belägenhet nära Limfjorden många besökare. Viken och ån nyttjas under sommaren till bad, segling och fiske. Skive har även en populär travbana www.skive-trav.dk som varje år arrangerar ca ett 30-tal tävlingar inom den danska rikstoton. 